# Olympische Winterspiele 1984/Skilanglauf
Bei den XIV. Olympischen Winterspielen 1984 in Sarajevo fanden acht Wettbewerbe im Skilanglauf statt. Austragungsort war Igman, Veliko Polje in der Gemeinde Hadžići.
Die Wettbewerbe waren erstmals nicht Teil der Weltmeisterschaften.
Als neue Disziplin kam bei den Frauen der 20-km-Langlauf nach Aufnahme bei den Weltmeisterschaften nun auch ins olympische Programm, sodass es bei den Langläuferinnen jetzt die gleiche Anzahl Wettbewerbe wie bei den Männern gab. Die Streckenlängen sollten jedoch im Laufe der nächsten Jahre noch Veränderungen erfahren. Das gesamte Programm des Langlaufsports war in der Folge noch von zahlreichen Bereicherungen geprägt.
Erfolgreichste Nation war Finnland mit acht Medaillen, davon drei goldene. Verantwortlich für diesen Erfolg war insbesondere Marja-Liisa Hämäläinen, die alle drei Einzeldisziplinen gewann und dazu noch Bronze mit der Staffel holte. Bei den Männern siegten die beiden Schweden Gunde Svan und Thomas Wassberg jeweils zweimal, davon einmal mit der schwedischen Staffel. Svan gewann in den Einzeldisziplinen darüber hinaus noch je eine Silber- und eine Bronzemedaille.

## Bilanz

### Medaillenspiegel
| Platz  | Land             | Gold | Silber | Bronze | Gesamt |
| ------ | ---------------- | ---- | ------ | ------ | ------ |
| 1      | Finnland         | 3    | 1      | 4      | 8      |
| 2      | Schweden         | 3    | 1      | 1      | 5      |
| 3      | Norwegen         | 1    | 1      | 2      | 4      |
| 4      | Sowjetunion      | 1    | 4      | –      | 5      |
| 6      | Tschechoslowakei | –    | 1      | 1      | 2      |
| Gesamt | Gesamt           | 8    | 8      | 8      | 24     |

### Medaillengewinner
Männer
| Disziplin         | Gold                                                           | Silber                                                                           | Bronze                                                          |
| ----------------- | -------------------------------------------------------------- | -------------------------------------------------------------------------------- | --------------------------------------------------------------- |
| 15 km             | Gunde Svan (SWE)                                               | Aki Karvonen (FIN)                                                               | Harri Kirvesniemi (FIN)                                         |
| 30 km             | Nikolai Simjatow (URS)                                         | Alexander Sawjalow (URS)                                                         | Gunde Svan (SWE)                                                |
| 50 km             | Thomas Wassberg (SWE)                                          | Gunde Svan (SWE)                                                                 | Aki Karvonen (FIN)                                              |
| 4 × 10 km Staffel | SchwedenBenny Kohlberg Jan Ottosson Gunde Svan Thomas Wassberg | SowjetunionOleksandr Batjuk Wladimir Nikitin Alexander Sawjalow Nikolai Simjatow | FinnlandAki Karvonen Harri Kirvesniemi Juha Mieto Kari Ristanen |

Frauen
| Disziplin        | Gold                                                                 | Silber                                                                            | Bronze                                                                        |
| ---------------- | -------------------------------------------------------------------- | --------------------------------------------------------------------------------- | ----------------------------------------------------------------------------- |
| 5 km             | Marja-Liisa Hämäläinen (FIN)                                         | Berit Aunli (NOR)                                                                 | Květoslava Jeriová (TCH)                                                      |
| 10 km            | Marja-Liisa Hämäläinen (FIN)                                         | Raissa Smetanina (URS)                                                            | Brit Pettersen (NOR)                                                          |
| 20 km            | Marja-Liisa Hämäläinen (FIN)                                         | Raissa Smetanina (URS)                                                            | Anne Jahren (NOR)                                                             |
| 4 × 5 km Staffel | NorwegenBerit Aunli Anne Jahren Inger Helene Nybråten Brit Pettersen | TschechoslowakeiKvětoslava Jeriová Blanka Paulů Gabriela Svobodová Dagmar Švubová | FinnlandMarja-Liisa Hämäläinen Eija Hyytiäinen Pirkko Määttä Marjo Matikainen |

## Ergebnisse Männer

### 15 km
| Platz | Land | Sportler            | Zeit (min) |
| ----- | ---- | ------------------- | ---------- |
| 1     | SWE  | Gunde Svan          | 41:25,6    |
| 2     | FIN  | Aki Karvonen        | 41:34,9    |
| 3     | FIN  | Harri Kirvesniemi   | 41:45,6    |
| 4     | FIN  | Juha Mieto          | 42:05,8    |
| 5     | URS  | Wladimir Nikitin    | 42:31,6    |
| 6     | URS  | Nikolai Simjatow    | 42:33,6    |
| 7     | GDR  | Uwe Bellmann        | 42:35,8    |
| 8     | NOR  | Tor Håkon Holte     | 42:37,4    |
| 9     | ITA  | Maurilio De Zolt    | 42:40,0    |
| 10    | URS  | Oleksandr Batjuk    | 42:42,2    |
| 11    | SUI  | Andy Grünenfelder   | 42:45,7    |
| 12    | SUI  | Giachem Guidon      | 42:45,9    |
|       |      |                     |            |
| 23    | GDR  | Uwe Wünsch          | 43:49,9    |
| 25    | AUT  | Alois Stadlober     | 43:51,6    |
| 26    | GDR  | Frank Schröder      | 43:52,1    |
| 28    | SUI  | Konrad Hallenbarter | 44:00,3    |
| 30    | FRG  | Stefan Dotzler      | 44:02,6    |
| 32    | SUI  | Markus Fähndrich    | 44:08,0    |
| 33    | FRG  | Franz Schöbel       | 44:11,1    |
| 37    | FRG  | Josef Schneider     | 45:08,7    |
| 41    | GDR  | Karsten Brandt      | 45:40,1    |
| 42    | LIE  | Konstantin Ritter   | 45:41,5    |
| 53    | AUT  | Andreas Gumpold     | 46:34,5    |

Datum: 13. Februar 1984 |
Höhenunterschied: 120 m; Maximalanstieg: 36 m; Totalanstieg: 562 m |
92 Teilnehmer aus 31 Ländern, davon 84 in der Wertung. Aufgegeben u. a.: Jochen Behle (FRG).

### 30 km
| Platz | Land | Sportler            | Zeit (h)  |
| ----- | ---- | ------------------- | --------- |
| 1     | URS  | Nikolai Simjatow    | 1:28:56,3 |
| 2     | URS  | Alexander Sawjalow  | 1:29:23,3 |
| 3     | SWE  | Gunde Svan          | 1:29:35,7 |
| 4     | URS  | Wladimir Sachnow    | 1:30:30,4 |
| 5     | FIN  | Aki Karvonen        | 1:30:59,7 |
| 6     | NOR  | Lars Erik Eriksen   | 1:31:24,8 |
| 7     | FIN  | Harri Kirvesniemi   | 1:31:37,4 |
| 8     | FIN  | Juha Mieto          | 1:31:48,3 |
| 9     | ITA  | Maurilio De Zolt    | 1:31:58,7 |
| 10    | GDR  | Uwe Bellmann        | 1:31:59,3 |
|       |      |                     |           |
| 15    | FRG  | Jochen Behle        | 1:32:58,7 |
| 19    | SUI  | Andy Grünenfelder   | 1:33:26,4 |
| 20    | SUI  | Giachem Guidon      | 1:33:28,3 |
| 25    | GDR  | Uwe Wünsch          | 1:34:13,9 |
| 28    | SUI  | Konrad Hallenbarter | 1:35:23,2 |
| 30    | GDR  | Karsten Brandt      | 1:35:54,8 |
| 31    | AUT  | Franz Gattermann    | 1:36:03,9 |
| 33    | FRG  | Peter Zipfel        | 1:36:26,6 |
| 35    | AUT  | Peter Juric         | 1:37:06,6 |
| 37    | FRG  | Stefan Dotzler      | 1:37:39,9 |
| 43    | GDR  | Frank Schröder      | 1:39:01,4 |
| 46    | SUI  | Daniel Sandoz       | 1:39:18,6 |

Datum: 10. Februar 1984 |
Höhenunterschied: 134 m; Maximalanstieg: 36 m; Totalanstieg: 910 m |
72 Teilnehmer aus 26 Ländern, davon 69 in der Wertung.

### 50 km
| Platz | Land | Sportler            | Zeit (h)  |
| ----- | ---- | ------------------- | --------- |
| 1     | SWE  | Thomas Wassberg     | 2:15:55,8 |
| 2     | SWE  | Gunde Svan          | 2:16:00,7 |
| 3     | FIN  | Aki Karvonen        | 2:17:04,7 |
| 4     | FIN  | Harri Kirvesniemi   | 2:18:26,1 |
| 5     | NOR  | Jan Lindvall        | 2:19:27,1 |
| 6     | SUI  | Andy Grünenfelder   | 2:19:46,2 |
| 7     | URS  | Alexander Sawjalow  | 2:20:27,6 |
| 8     | URS  | Wladimir Sachnow    | 2:20:53,7 |
| 9     | SUI  | Konrad Hallenbarter | 2:21:11,6 |
| 10    | FIN  | Juha Mieto          | 2:21:53,1 |
|       |      |                     |           |
| 19    | SUI  | Giachem Guidon      | 2:24:25,9 |
| 24    | AUT  | Alois Stadlober     | 2:25:26,3 |
| 25    | SUI  | Markus Fähndrich    | 2:25:26,4 |
| 29    | AUT  | Franz Gattermann    | 2:26:40,8 |
| 33    | AUT  | Peter Juric         | 2:28:38,8 |
| 35    | FRG  | Josef Schneider     | 2:29:29,5 |
| 37    | FRG  | Franz Schöbel       | 2:30:30,2 |
| 37    | FRG  | Peter Zipfel        | 2:30:57,7 |
| 43    | GDR  | Uwe Wünsch          | 2:35:48,9 |

Datum: 19. Februar 1984 |
Höhenunterschied: 132 m; Maximalanstieg: 36 m; Totalanstieg: 1618 m |
54 Teilnehmer aus 21 Ländern, davon 50 in der Wertung. Aufgegeben u. a.: Uwe Bellmann (GDR).

### 4 × 10 km Staffel
| Platz | Land / Sportler                                                                                           | Zeit (h)                                                    |
| ----- | --- | ----------------------------------------------------------- |
| 1     | Schweden Thomas Wassberg Benny Kohlberg Jan Ottosson Gunde Svan                                           | 1:55:06,3 h 28:47,0 min 28:47,9 min 29:04,1 min 28:27,3 min |
| 2     | Sowjetunion Oleksandr Batjuk Alexander Sawjalow Wladimir Nikitin Nikolai Simjatow                         | 1:55:16,5 h 28:57,6 min 28:25,1 min 29:15,8 min 28:38,0 min |
| 3     | Finnland Kari Ristanen Juha Mieto Harri Kirvesniemi Aki Karvonen                                          | 1:56:31,4 h 30:21,6 min 28:36,2 min 28:35,0 min 28:58,6 min |
| 4     | Norwegen Lars Erik Eriksen Jan Lindvall Ove Aunli Tor Håkon Holte                                         | 1:57:27,6 h 30:14,6 min 28:43,7 min 28:24,1 min 30:05,2 min |
| 5     | Schweiz Giachem Guidon Konrad Hallenbarter Joos Ambühl Andy Grünenfelder                                  | 1:58:06,6 h 29:42,9 min 29:48,7 min 29:28,5 min 29:05,9 min |
| 6     | BR Deutschland Jochen Behle Stefan Dotzler Franz Schöbel Peter Zipfel                                     | 1:59:30,2 h 30:05,8 min 29:54,7 min 29:37,3 min 29:52,4 min |
| 7     | Italien Maurilio De Zolt Alfred Runggaldier Giulio Capitanio Giorgio Vanzetta                             | 1:59:30,3 h 30:21,4 min 30:26,6 min 29:47,0 min 28:55,3 min |
| 8     | USA Dan Simoneau Tim Caldwell Jim Galanes Bill Koch                                                       | 1:59:52,3 h 29:36,4 min 31:43,0 min 29:14,7 min 29:18,2 min |
| 9     | DDR Karsten Brandt Uwe Wünsch Frank Schröder Uwe Bellmann                                                 | 2:02:13,9 h                                                 |
| 10    | Bulgarien Swetoslaw Atanassow Atanas Simittschiew Milusch Iwantschew Christo Barsanow                     | 2:02:17,6 h                                                 |
| 11    | Österreich Andreas Gumpold Franz Gattermann Peter Juric Alois Stadlober                                   | 2:04:39,0 h 32:59,1 min 30:59,7 min 30:35,6 min 30:04,6 min |
| 12    | Jugoslawien Ivo Čarman Jože Klemenčič Janež Kršinar Dušan Đurišič                                         | 2:04:42,8 h                                                 |
| 13    | Japan Kazunari Sasaki Hideaki Yamada Satoshi Satō Yūsei Nakazawa                                          | 2:06:42,5 h                                                 |
| 14    | Großbritannien Mark Moore Andrew Rawlin Michael Dixon John Spotswood                                      | 2:10:19,9 h                                                 |
| 15    | Volksrepublik China Song Shi Li Xiaoming Lin Guanghao Zhu Dianfa                                          | 2:16:52,4 h                                                 |
| 16    | Argentinien Julio César Moreschi Norberto von Baumann Ricardo Holler Alejandro Baratta                    | 2:27:07,1 h                                                 |
| DSQ   | Mongolei Pürewdschawyn Batsüch Wangansürengiin Rentschinchorol Dondogiin Ganchujag Luwsandaschiin Dordsch | (2:16:01,6 h)                                               |

Datum: 16. Februar 1984 |
Höhenunterschied: 122 m; Maximalanstieg: 36 m; Totalanstieg: 363 m |
17 Staffeln am Start, davon 16 in der Wertung. Die Staffel der Mongolei wurde wegen eines Dopingfalls disqualifiziert. Sie hatte ursprünglich Platz 15 belegt.

## Ergebnisse Frauen

### 5 km
| Platz | Land | Sportlerin             | Zeit (min) |
| ----- | ---- | ---------------------- | ---------- |
| 1     | FIN  | Marja-Liisa Hämäläinen | 17:04,0    |
| 2     | NOR  | Berit Aunli            | 17:14,1    |
| 3     | TCH  | Květoslava Jeriová     | 17:18,3    |
| 4     | SWE  | Marie Risby            | 17:26,3    |
| 5     | NOR  | Inger Helene Nybråten  | 17:28,2    |
| 6     | NOR  | Brit Pettersen         | 17:33,6    |
| 7     | NOR  | Anne Jahren            | 17:38,3    |
| 8     | GDR  | Ute Noack              | 17:46,0    |
| 9     | SUI  | Evi Kratzer            | 17:47,5    |
| 10    | FIN  | Pirkko Määttä          | 17:48,0    |
|       |      |                        |            |
| 18    | GDR  | Petra Rohrmann         | 18:09,4    |
| 21    | GDR  | Carola Anding          | 18:17,7    |
| 26    | SUI  | Karin Thomas           | 18:30,4    |
| 35    | SUI  | Christine Brügger      | 18:56,2    |
| 36    | GDR  | Petra Voge             | 19:16,6    |
| 42    | SUI  | Monika Germann         | 19:42,0    |

Datum: 12. Februar 1984 |
Höhenunterschied: 63 m; Maximalanstieg: 24 m; Totalanstieg: 220 m |
52 Teilnehmerinnen aus 14 Ländern, alle in der Wertung.

### 10 km
| Platz | Land | Sportlerin             | Zeit (min) |
| ----- | ---- | ---------------------- | ---------- |
| 1     | FIN  | Marja-Liisa Hämäläinen | 31:44,2    |
| 2     | URS  | Raissa Smetanina       | 32:02,9    |
| 3     | NOR  | Brit Pettersen         | 32:12,7    |
| 4     | NOR  | Berit Aunli            | 32:17,7    |
| 5     | NOR  | Anne Jahren            | 32:26,2    |
| 6     | SWE  | Marie Risby            | 32:34,6    |
| 7     | NOR  | Marit Myrmæl           | 32:35,3    |
| 8     | URS  | Julia Stepanowa        | 32:45,7    |
| 9     | URS  | Nadeschda Burlakowa    | 32:55,8    |
| 10    | TCH  | Květoslava Jeriová     | 32:58,7    |
| 11    | SUI  | Evi Kratzer            | 33:04,8    |
|       |      |                        |            |
| 15    | GDR  | Ute Noack              | 33:37,5    |
| 17    | GDR  | Petra Rohrmann         | 34:00,3    |
| 20    | SUI  | Christine Brügger      | 34:17,8    |
| 23    | SUI  | Karin Thomass          | 34:31,6    |
| 24    | GDR  | Carola Anding          | 34:33,3    |
| 33    | FRG  | Karin Jäger            | 35:05,2    |
| 38    | SUI  | Monika Germann         | 35:36,0    |

Datum: 9. Februar 1984 |
Höhenunterschied: 133 m; Maximalanstieg: 31 m; Totalanstieg: 397 m |
52 Teilnehmerinnen aus 15 Ländern, alle in der Wertung.

### 20 km
| Platz | Land | Sportlerin             | Zeit (h)  |
| ----- | ---- | ---------------------- | --------- |
| 1     | FIN  | Marja-Liisa Hämäläinen | 1:01:45,0 |
| 2     | URS  | Raissa Smetanina       | 1:02:26,7 |
| 3     | NOR  | Anne Jahren            | 1:03:13,6 |
| 4     | TCH  | Blanka Paulů           | 1:03:16,9 |
| 5     | SWE  | Marie Risby            | 1:03:31,8 |
| 6     | NOR  | Brit Pettersen         | 1:03:49,0 |
| 7     | URS  | Ljubow Ljadowa         | 1:03:53,3 |
| 8     | SUI  | Evi Kratzer            | 1:03:56,4 |
| 9     | FIN  | Pirkko Määttä          | 1:04:37,6 |
| 10    | ITA  | Guidina Dal Sasso      | 1:04:44,1 |
|       |      |                        |           |
| 18    | GDR  | Ute Noack              | 1:05:43,5 |
| 19    | FRG  | Karin Jäger            | 1:06:20,2 |
| 20    | GDR  | Petra Rohrmann         | 1:06:30,0 |
| 22    | SUI  | Karin Thomas           | 1:06:36,1 |
| 30    | GDR  | Carola Anding          | 1:07:27,8 |
| 34    | SUI  | Monika Germann         | 1:08:25,5 |

Datum: 18. Februar 1984 |
Höhenunterschied: 76 m; Maximalanstieg: 24 m; Totalanstieg: 530 m |
40 Teilnehmerinnen aus 13 Ländern, davon 39 in der Wertung.

### 4 × 5 km Staffel
| Platz | Land / Sportlerinnen                                                                 | Zeit                                                        |
| ----- | ------------------------------------------------------------------------------------ | ----------------------------------------------------------- |
| 1     | Norwegen Inger Helene Nybråten Anne Jahren Brit Pettersen Berit Aunli                | 1:06:49,7 h 17:02,7 min 16:35,4 min 16:30,1 min 16:41,5 min |
| 2     | Tschechoslowakei Dagmar Švubová Blanka Paulů Gabriela Svobodová Květoslava Jeriová   | 1:07:34,7 h 17:37,9 min 16:58,0 min 16:46,2 min 16:12,6 min |
| 3     | Finnland Pirkko Määttä Eija Hyytiäinen Marjo Matikainen Marja-Liisa Hämäläinen       | 1:07:36,7 h 17:36,8 min 17:01,3 min 16:42,7 min 16:15,9 min |
| 4     | Sowjetunion Julija Schamschurina Ljubow Ljadowa Nadeschda Burlakowa Raissa Smetanina | 1:07:55,0 h 17:27,2 min 17:07,8 min 16:36,3 min 16:43,7 min |
| 5     | Schweden Karin Lamberg Kristina Hugosson Marie Risby Ann Rosendahl                   | 1:09:30,0 h 17:45,6 min 17:38,0 min 16:47,0 min 17:19,4 min |
| 6     | Schweiz Karin Thomas Monika Germann Christine Brügger Evi Kratzer                    | 1:09:40,3 h 17:38,9 min 17:45,2 min 17:28,7 min 16:47,5 min |
| 7     | USA Susan Long Judy Rabinowitz Patricia Ross Lynn Spencer-Galanes                    | 1:10:48,4 h 18:09,9 min 17:13,2 min 17:28,5 min 17:56,8 min |
| 8     | Deutsche Demokratische Republik Petra Voge Petra Rohrmann Carola Anding Ute Noack    | 1:11:10,7 h 18:57,5 min 17:44,4 min 17:44,6 min 16:44,2 min |
| 9     | Italien Klara Angerer Paola Pozzoni Manuela Di Centa Guidina Dal Sasso               | 1:11:12,3 h                                                 |
| 10    | Jugoslawien Jana Mlakar Andreja Smrekar Tatjana Smolnikar Metka Munih                | 1:13:45,1 h                                                 |
| 11    | Großbritannien Lauren Jeffrey Nicola Lavery Doris Trueman Ros Coats                  | 1:18:36,2 h                                                 |
| 12    | Volksrepublik China Dou Aixia Tang Yuqin Chen Yufeng Song Shiji                      | 1:21:19,6 h                                                 |

Datum: 15. Februar 1984 

Höhenunterschied: 89 m; Maximalanstieg: 38 m; Totalanstieg: 153 m 

12 Staffeln am Start, alle in der Wertung.